# Canzoni nel tempo
Canzoni nel tempo è un album di Fiorella Mannoia, prodotto da Piero Fabrizi per la Durlindana e distribuito dalla Sony BMG.

## Il disco
L'album è uscito il 10 novembre 2007. Si tratta di una raccolta di successi della cantante. All'interno due reinterpretazioni inedite: Dio è morto e Io che amo solo te.

## Tracce

### CD 1
1. Io che amo solo te – 4:23 (Sergio Endrigo)
2. Fragile – 6:00 (Piero Fabrizi)
3. Occhi neri – 3:32 (Piero Fabrizi)
4. Come mi vuoi – 3:39 (Paolo Conte)
5. L'assenza – 4:15 (Piero Fabrizi)
6. L'uccisione di Babbo Natale (feat. Francesco De Gregori) – 3:30 (Francesco De Gregori)
7. L'altra metà – 6:10 (Piero Fabrizi)
8. L'amore con l'amore si paga – 4:29 (Ivano Fossati)
9. Sally (live) – 5:16 (Vasco Rossi)
10. Belle speranze – 4:37 (Piero Fabrizi)
11. Apri la bocca (e fai fuoco) – 3:32 (Luigi De Crescenzo, Luca Gemma)
12. Caterina e il coraggio – 5:06 (Piero Fabrizi)
13. Un aeroplano a vela – 4:02 (G. Testa, P. R. Ponzo)
14. Crazy Boy – 4:41 (Samuele Bersani, Piero Fabrizi)
15. L'altra madre – 5:16 (Enrico Ruggeri, Luigi Schiavone)
16. Normandia – 4:00 (Piero Fabrizi)

Durata totale: 72:28

### CD 2
1. Dio è morto – 4:29 (Francesco Guccini)
2. Giovanna d'Arco – 4:50 (Francesco De Gregori)
3. Inevitabilmente – 5:12 (Enrico Ruggeri, Luigi Schiavone)
4. I venti del cuore – 5:00 (Massimo Bubola, Piero Fabrizi)
5. I treni a vapore (live) – 5:53 (Ivano Fossati)
6. Il cielo d'Irlanda (live) – 4:23 (Massimo Bubola)
7. I dubbi dell'amore (live) – 5:45 (Enrico Ruggeri, Luigi Schiavone)
8. Oh che sarà (feat. Ivano Fossati) – 3:54 (Chico Buarque, Ivano Fossati)
9. Lunaspina – 4:33 (Ivano Fossati)
10. Ascolta l'infinito – 5:29 (Enrico Ruggeri, Piero Fabrizi)
11. Le notti di maggio – 3:41 (Ivano Fossati)
12. Il tempo non torna più – 4:31 (Enrico Ruggeri, Piero Fabrizi)
13. La lettera che non scriverò mai – 4:00 (Enrico Ruggeri, Riccardo Cocciante)
14. Quello che le donne non dicono – 4:19 (Enrico Ruggeri, Luigi Schiavone)
15. Sorvolando Eilat – 4:53 (testo: Mogol – musica: Piero Fabrizi)
16. Come si cambia – 4:27 (Renato Pareti, Maurizio Piccoli)
17. Pescatore (feat. Pierangelo Bertoli) – 4:08 (testo: Marco Negri – musica: Pierangelo Bertoli)

Durata totale: 79:27

## Andamento nella classifica degli album italiana
| Posizione | 4  | 6  | 8  | 9  | 8  | 8  | 9  | 10 | 13 | 18 | 13 | 12 | 18 | 23 | 25 |
| Settimana | 16 | 17 | 18 | 19 | 20 | 21 | 22 | 23 | 24 | 25 | 26 | 27 | 28 | 29 | 30 |
| Posizione | 27 | 10 | 19 | 27 | 27 | 54 | 55 | 46 | 48 | 87 | 54 | 63 | 45 | 69 | -  |
| Settimana | 31 | 32 | 33 | 34 | 35 | 36 | 37 | 38 | 39 | 40 | 41 | 42 | 43 | 44 | 45 |
| Posizione | 23 | 43 | -  | 67 | -  | 67 | 69 | 69 | 86 | 46 | 70 | -  | -  | -  | 92 |

## Successo Commerciale
Canzoni nel temporaggiunge la quarta posizione nella classifica italiana. Viene certificato doppio disco di platino, con oltre 200 000 copie vendute.

## Classifiche

### Classifiche settimanali
| Classifica (2007) | Posizione massima |
| ----------------- | ----------------- |
| Italia            | 4                 |

### Classifiche di fine anno
| Classifica (2007) | Posizione |
| ----------------- | --------- |
| Italia            | 28        |
| Classifica (2008) | Posizione |
| Italia            | 44        |